# Combretum tomentosum
Espèce
Synonymes
- Combretum chrysophyllum Guill. & Perr.[1]

Combretum tomentosum est une espèce de plantes à fleurs de la famille des Combretaceae et du genre Combretum, présente en Afrique tropicale. C'est une plante médicinale.